# Buddha-vacsana
A buddha-vacsana (páli és szanszkrit: "a Buddha szava") azokra a buddhista hagyományok által elfogadott művekre vonatkozik, amelyeket elfogadnak Buddha tanításaként. Minden hagyomány elfogad bizonyos szövegeket buddha-vacsanaként, amely nem jelenti azt, hogy ezek a történelmi Buddha ténylegesen használt szavai voltak.

## Az indiai buddhizmusban
Donald Lopez szerint már nagyon korán felállították azokat a kritériumokat, hogy mi számít buddha-vacsanának és a korai megfogalmazások nem utalnak arra, hogy a dharma csupán a történelmi Buddha által kiejtett szavakat jelentené. A Mahászánghika és a Múlaszarvásztiváda korai buddhista iskolák a buddha-vacsana részének tekintették a Buddha párbeszédeit és a tanítványainak a szövegeit is egyaránt. Sok lényt képesnek tartottak arra, hogy buddha-vacsana tudást adjanak át. Ilyenek a buddhák, a Buddha tanítványai, a risik és a dévák. Az ilyen párbeszédeket ezután összeegyeztették a szútrákkal, összehasonlították a vinajával, majd a dharma természetével is összevetették. Csak ezután nyilvánította igaz, Buddha általi buddha-vacsanának a szangha (buddhista közösség), idős mesterek egy kis csoportja, vagy egy idős, akit mindenki tisztelt.
A rendkívül nagy mennyiségű indiai eredetű buddhista szövegek tanulmányozása után Ronald Davidson megállapította, hogy az indiai buddhisták termékeny buddha-vacsana írók voltak, amely az indiai buddhizmus egyik sajátossága.

## A hínajána buddhizmusban
A hínajána buddhizmusban a páli kánont értik a buddha-vacsana hagyományos gyűjteményének.

## A kelet-ázsiai buddhizmusban
A kelet-ázsiai buddhizmusban a kínai buddhista kánon tartalmazza a Buddha szavait. Ezek közül a legáltalánosabb kiadás a Taisó Tripitaka.
A kínai buddhizmus tiszteletre méltó tanítója, Hszüan Hua szerint öt fajta lény mondhatja el a buddhista szútrákat: egy buddha, egy buddha tanítványa, egy déva, egy risi vagy ezen lények egy emanációja. Azonban előbb egy buddha fel kell, hogy jogosítsa őket, hogy a tartalmak tényleg a dharma szerint valók legyenek.

## A tibeti buddhizmusban
A tibeti buddhizmusban a Kandzsúr tartalmazza, hogy mi számít buddha-vacsanának. A kelet-ázsiai és tibeti buddhista kánonok mindig ötvözték a buddha-vacsanát egyéb irodalmakkal a saját gyűjteményi kiadásaikban. Azonban általánosságban megegyeznek abban, hogy mi tartozik a Buddha szavai közé.